# Савино (Заокский район)
Савино (Савинское) — село в Заокском районе Тульской области. Входит в состав Русятинского сельского округа Малаховского сельского поселения.
Известно, прежде всего, тем, что здесь похоронен герой русско-японской войны, капитан крейсера «Варяг» Всеволод Фёдорович Руднев.
К 100-летию подвига «Варяга» в деревне открыт музейный комплекс, а могила Руднева благоустроена. Новая экспозиция музея, открывшаяся в декабре 2020 года после комплексной реконструкции комплекса, отвечает самым современным тенденциям музейного дизайна.
В деревне также расположен Свято-Казанский храм (1770).

## География
Село расположено на маленькой речке Берсенёвка, от районного центра Заокский и железнодорожной станции Тарусскаяа — 6 км, Тулы — 70 км, Алексина — 45 км.

## История
Начало образование прихода относится ко времени основания в селе (1770) каменного храма в честь Казанской иконы Божией Матери на средства полковника Любисткова Григория Михайловича. Одновременно в нём устроен предел в честь святого Николая Чудотворца. Общий вид храма изнутри и снаружи оставался до наших дней без переделок, только иконостас в пределе был обновлён на средства прихожан в память 100-го существования (1870). В храме числились священник и псаломщик, которые пользовались церковной землёю в количестве 36 десятин, из которых 3 десятина усадебная. Население прихода составляли крестьяне сёл Савинское, и деревень: Мышенки и Мало-Малахова. Всего прихожан (1875) 282 человека мужского пола и 303 женского пола. При храме была открыта земская школа. Позже (1879) к храму приписано село Тулеино состоящее из 4 домов и деревни: Сенино, Галкино, Гибитино и Новая деревня, общим числом прихожан 210 человек мужского пола и 223 женского.

## Население
| 1859 | 1915 | 2002 | 2010 |
| ---- | ---- | ---- | ---- |
| 364  | ↗445 | ↘33  | ↘28  |